# Ladislas J. Meduna
Ladislas Joseph Meduna und deutsch auch Ladislaus von Meduna (* 27. März 1896 in Budapest; † 30. November 1964 in Chicago) war ein ungarischer Psychiater und Begründer der Cardiazolkrampfbehandlung.
Meduna studierte von 1914 bis 1921 Medizin und promovierte 1921 an der Universität Budapest. 1922 wurde er Mitarbeiter Károly Schaffers am Gehirnforschungszentrum in Budapest und ging 1927 mit Schaffer an die psychiatrische Klinik der Universität. Er glaubte, dass es einen Antagonismus zwischen Schizophrenie und Epilepsie gebe. Durch das Auslösen von künstlichen Krampfanfällen bei schizophrenen Patienten versuchte er ab 1933 die Schizophrenie zu behandeln. In ersten Veröffentlichungen berichtete er über 26 Patienten, von denen 10 „geheilt“ worden seien.
Zur Auslösung der Krampfanfälle benutzte Meduna Kampfer, später das Medikament Pentetrazol. Nach einigen Jahren wurde die Cardiazolkrampftherapie durch die Elektro-Konvulsions-Therapie abgelöst.
Der zunehmende Antisemitismus unter dem autoritären ungarischen Regime von Miklós Horthy veranlasste ihn 1939 zur Auswanderung in die Vereinigten Staaten, wo er Professor für Neurologie an der Loyola University Chicago wurde und am Illinois Psychiatric Institute in Chicago arbeitete.